# Znióváralja, Martin
Znióváralja este o comună slovacă, aflată în districtul Martin din regiunea Žilina, pe malul râului Vríca⁠(d). Localitatea se află la altitudinea de 494 m deasupra n.m., se întinde pe o suprafață de 39,029 km2 și în 2017 număra 1.589 de locuitori. Se învecinează cu comuna Valča.

## Istoric
Localitatea Znióváralja este atestată documentar din 1113.

## Demografie
| An:                | 1994 | 2004   | 2014   | 2024    |
| ------------------ | ---- | ------ | ------ | ------- |
| Număr de persoane: | 1532 | 1481   | 1598   | 1843    |
| Diferență:         |      | −3,32% | +7,90% | +15,33% |

| An:                | 2023 | 2024   |
| ------------------ | ---- | ------ |
| Număr de persoane: | 1823 | 1843   |
| Diferență:         |      | +1,09% |